# كينجي واكاماتسو
كينجي واكاماتسو (باليابانية: 若松 けん将) (16 أغسطس 1972 في كاغوشيما في اليابان – )؛ هو لاعب كرة قدم سابق كان يلعب كمهاجم.

## وصلات خارجية
- كينجي واكاماتسو على موقع رابطة كرة القدم اليابانية للمحترفين (اليابانية)